# 300-ті
Період тетрархії у Римській імперії. У Китаї править династія Західна Цзінь, в Японії триває період Ямато. У Персії править династія Сассанідів.
На території лісостепової України Черняхівська культура. У Північному Причорномор'ї готи й сармати.

## Події
- Вірменія першою з країн світу прийняла християнство.
- Це десятиліття останнього і найбільш жостокого переслідування християн у Римській імперії.
- У Римській імперії імператор Діоклетіан після 20 років жорсткого правління покинув посаду разом із свої співправителем Максиміаном. Майже відразу ж почалися нові громадянські війни між претендентами на управління.